# Rylan Wiens
Rylan Wiens (ur. 2 stycznia 2002 w Calgary) – kanadyjski skoczek do wody, olimpijczyk z Tokio 2020, brązowy medalista olimpijski z Paryża 2024 i brązowy medalista mistrzostw świata.

## Udział w zawodach międzynarodowych
| Impreza              | Rok  | Miejsce   | Konkurencja                        | Wynik  | Wynik   |
| Impreza              | Rok  | Miejsce   | Konkurencja                        | Punkty | Miejsce |
| -------------------- | ---- | --------- | ---------------------------------- | ------ | ------- |
| Igrzyska olimpijskie | 2020 | Tokio     | wieża 10 m indywidualnie           | 366.70 | 19.     |
| Igrzyska olimpijskie | 2024 | Paryż     | wieża 10 m indywidualnie           | 445.60 | 7.      |
| Igrzyska olimpijskie | 2024 | Paryż     | wieża 10 m synchronicznie          | 422.13 | brąz    |
| Mistrzostwa świata   | 2022 | Budapeszt | wieża 10 m indywidualnie           | 416.20 | 9.      |
| Mistrzostwa świata   | 2022 | Budapeszt | wieża 10 m synchronicznie mężczyzn | 417.12 | brąz    |
| Mistrzostwa świata   | 2024 | Doha      | wieża 10 m indywidualnie           | 489.20 | 5.      |
| Mistrzostwa świata   | 2024 | Doha      | wieża 10 m synchronicznie mężczyzn | 388.20 | 5.      |